# Honda Legend
Honda Legend – samochód osobowy klasy średniej-wyższej, produkowany przez japoński koncern motoryzacyjny Honda Motor Company w latach 1985 – 2012 oraz ponownie w latach 2014 – 2021. Pojazd sprzedawany był także w Stanach Zjednoczonych pod marką Acura. Ostatnie wcielenie modelu oznaczone zostało symbolem RLX.

## Honda Legend I
Honda Legend I została zbudowana na bazie trzeciej generacji modelu Accord przy współpracy z brytyjskim koncernem motoryzacyjnym Austin Rover Group.

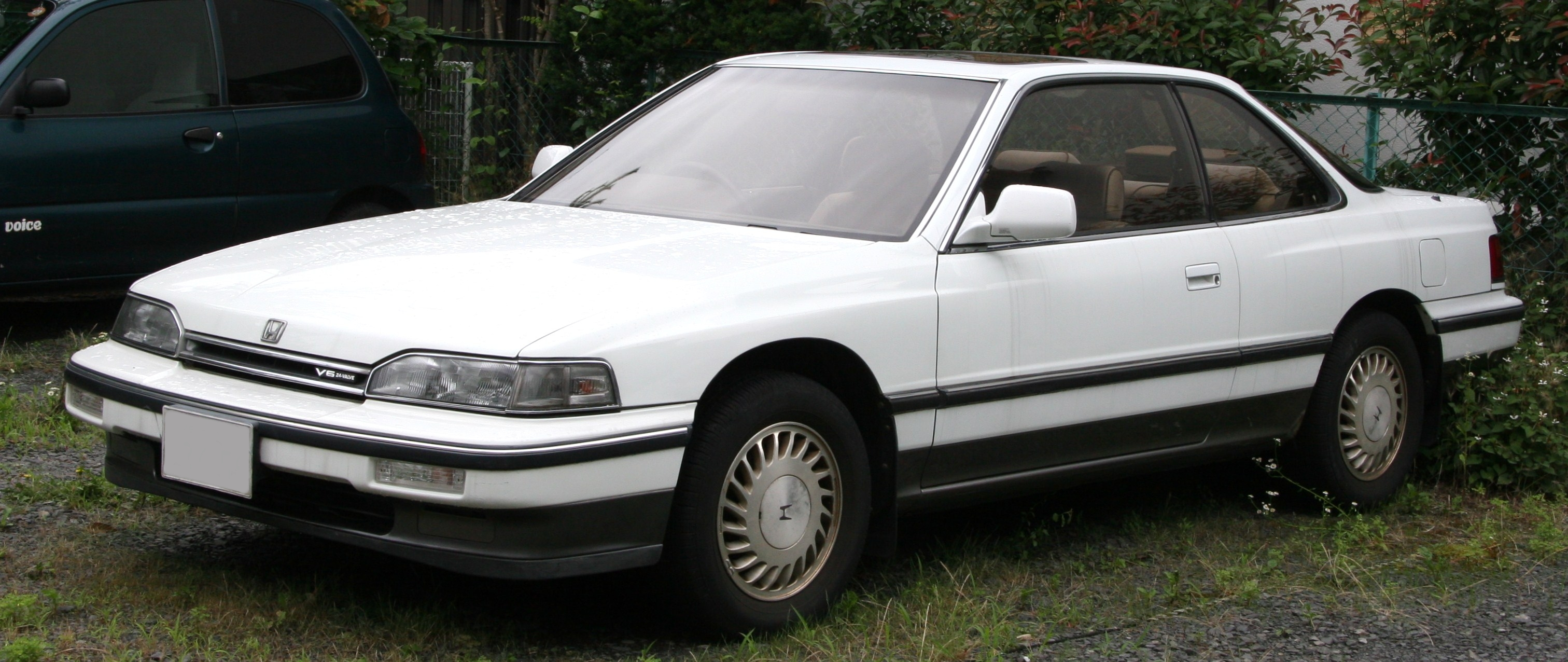
Honda Legend I coupe

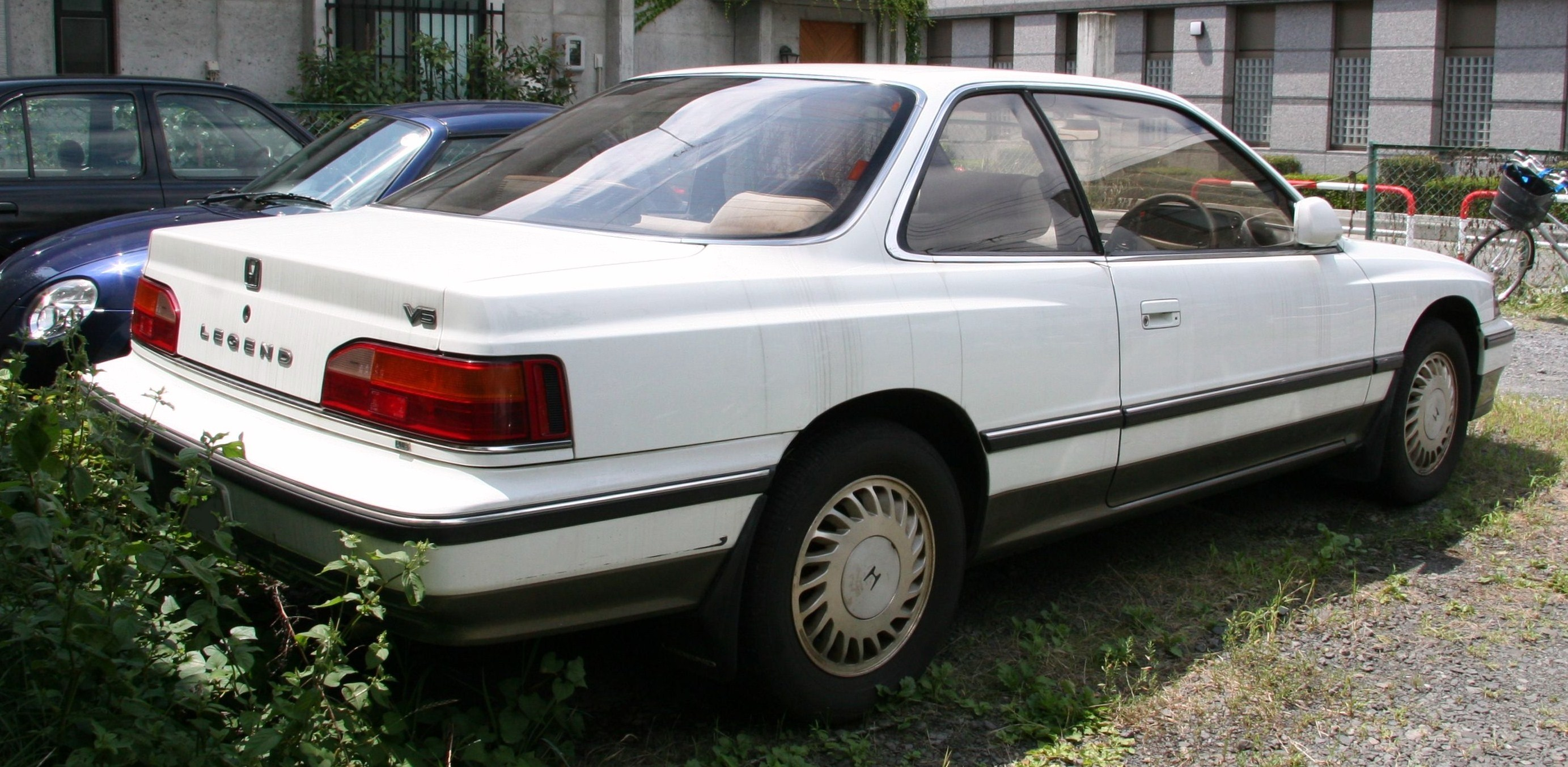
Honda Legend I w wersji coupé - tył

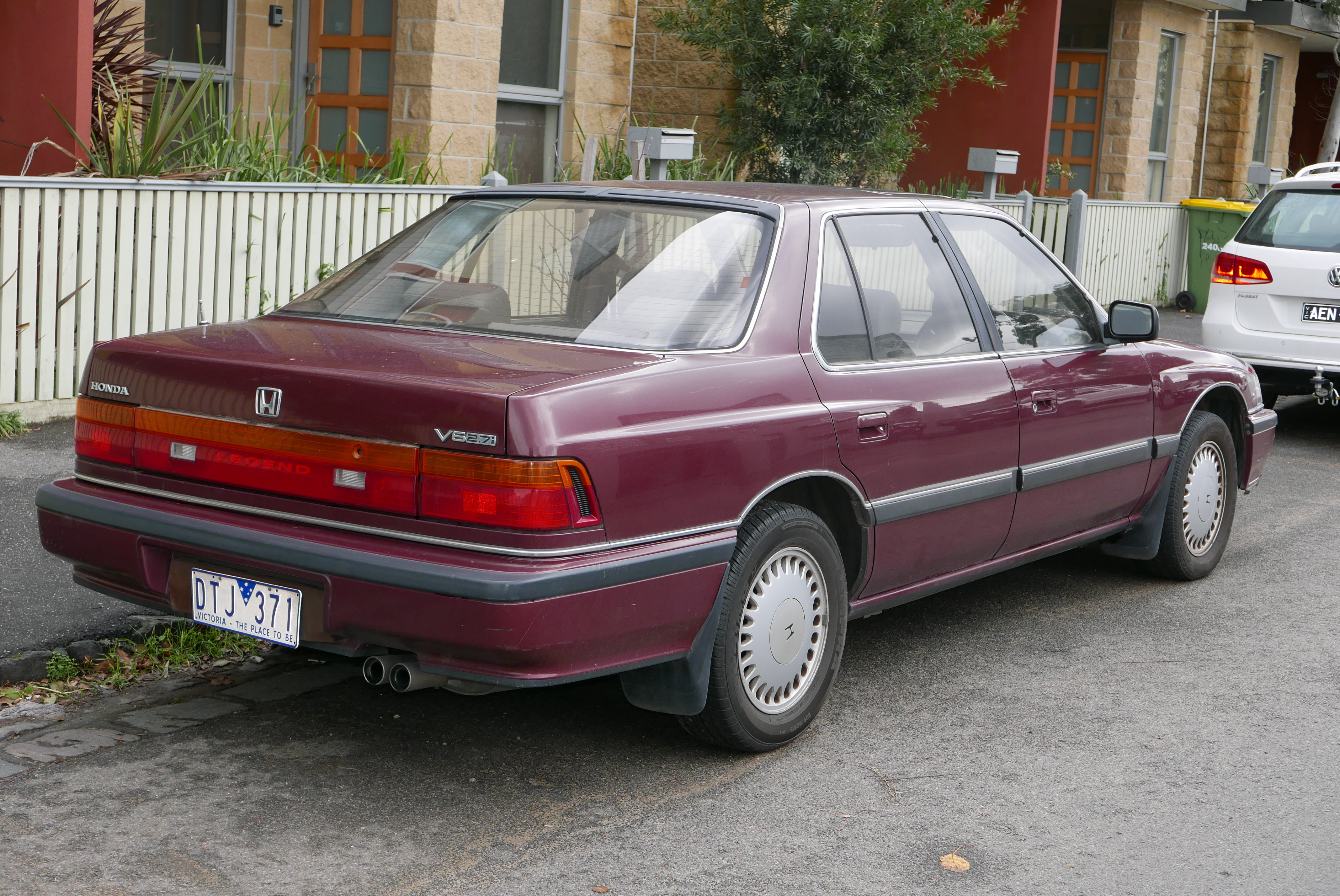
Honda Legend I w wersji sedan - tył

Był to pierwszy pojazd marki Honda produkowany z silnikiem V6, a także poduszką powietrzną, systemem ABS, systemem kontroli trakcji oraz napinaczami pasów bezpieczeństwa. Samochód powstał w celu przyciągnięcia do marki bogatych klientów w średnim wieku. Główną różnicą na czele konkurencji był napęd przenoszony na przednią oś. Ówczesna konkurencja posiadała jedynie auta z napędem na tylną oś.
6 lutego 1987 roku wprowadzono na rynek wersję coupé pojazdu. W 1988 roku auto przeszło niewielki face lifting.

### Wersje wyposażeniowe
- Execlusive - wykonanie deski rozdzielczej i konsoli środkowej z prawdziwego drewna; wykładzina: 100% wełny
- V6Gi
- V6Xi
- V6Zi
- Wing Turbo

## Honda Legend II

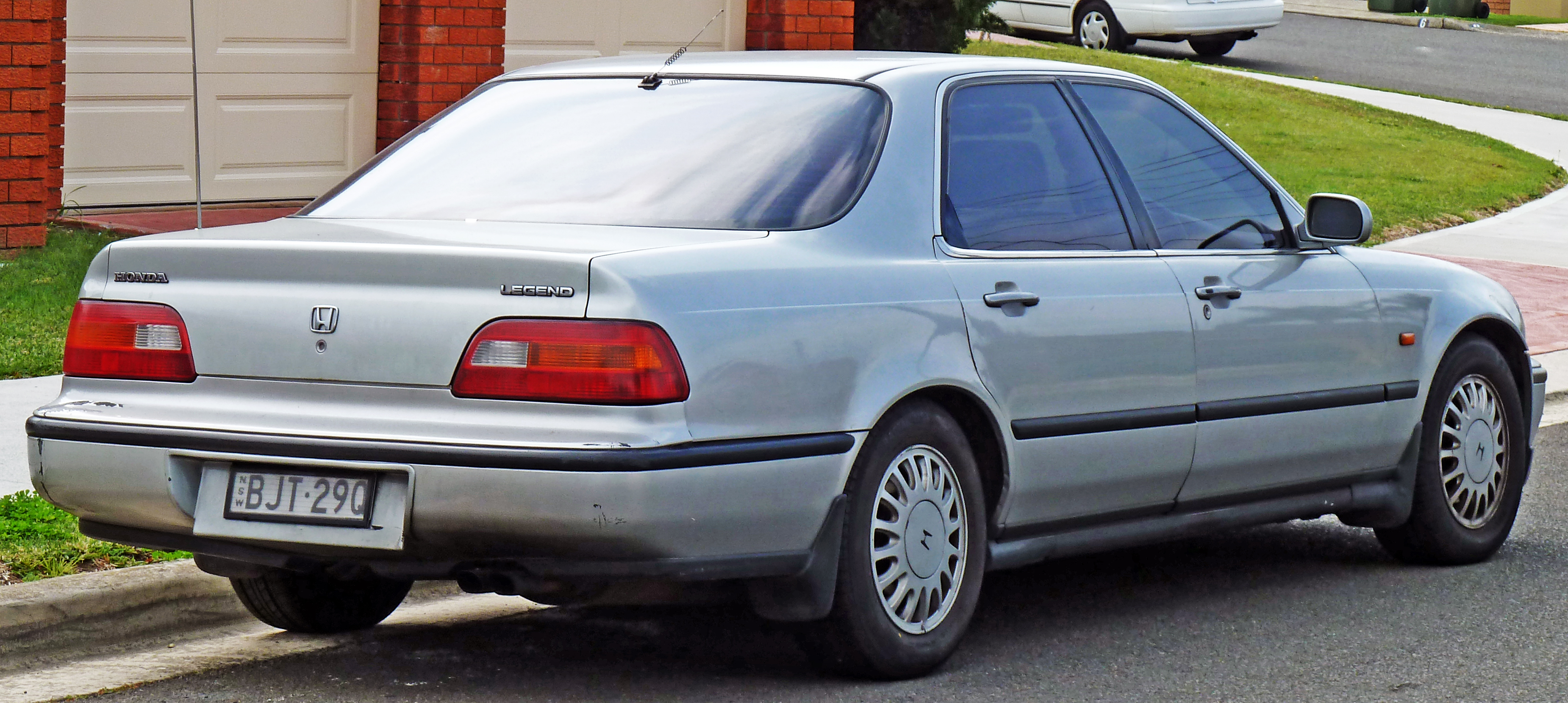
Honda Legend II w wersji sedan - tył

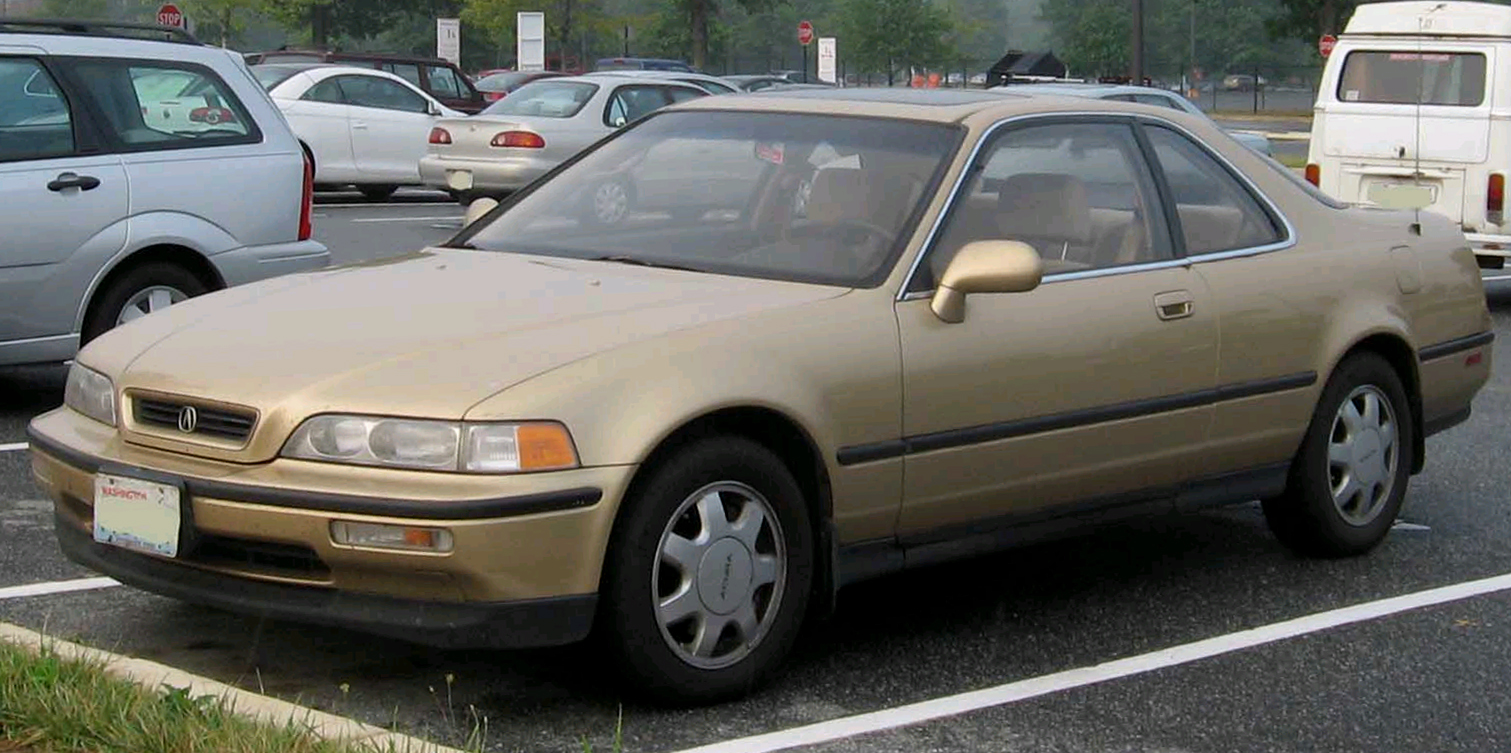
Acura Legend II coupé

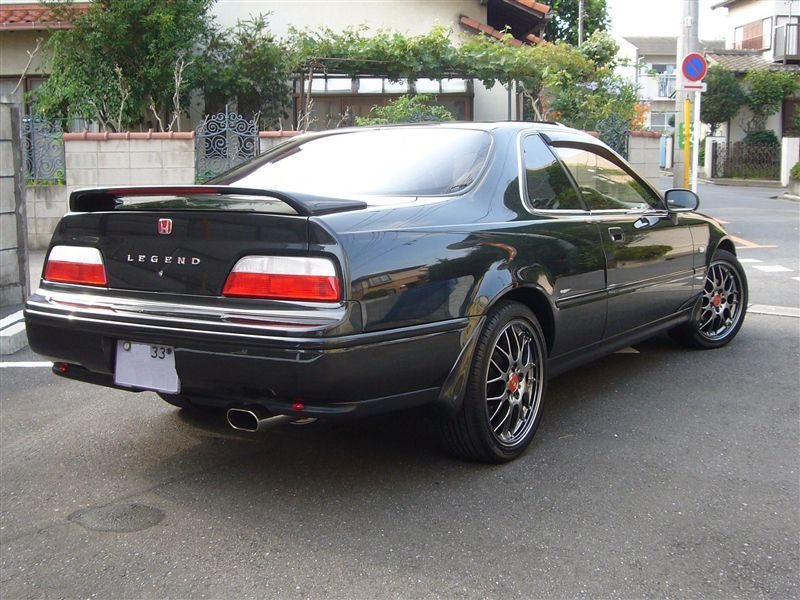
Acura Legend II coupé - tył

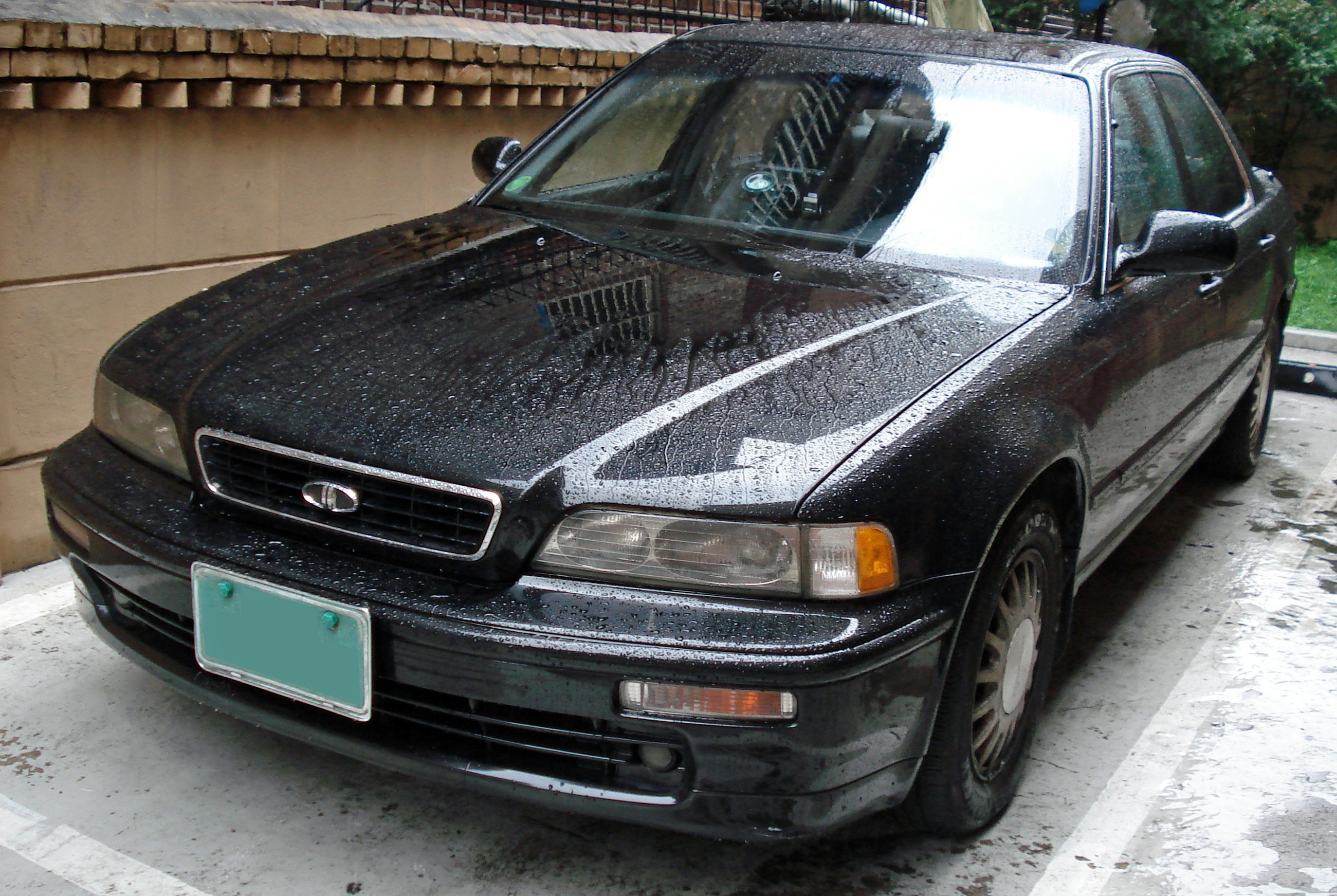
Daewoo Arcadia

Model drugiej generacji został wprowadzony 24 października 1990 roku i nadal oferowano w tym modelu zarówno sedana, jak i coupé.  W Japonii ten model Legend był również znany jako „Super Legend” ze względu na znacznie większy silnik 3.2 C32A, który był teraz jedynym silnikiem oferowanym w Legend. Silnik typu I miał moc 215 KM (158,1 kW; 212,1 KM), a mocniejszy typ II - 235 KM (172,8 kW; 231,8 KM) i był łączony z aktywnym przełącznikiem do wyboru z systemem wydechu turystycznego. Ten model Legend skorzystał z wielu badań i testów przeprowadzonych dla nowego sportowego samochodu Hondy z silnikiem umieszczonym centralnie, Hondy NSX, a Legend została wykorzystana jako platforma testowa dla nowych technologii i badań dla NSX. Honda wprowadziła boczną poduszkę powietrzną pasażera w tym modelu i zastosowała testy zderzeniowe z przesunięciem, aby poprawić zderzenia i bezpieczeństwo.
Oznaczenia poziomów wyposażenia zostały zmienione na „Alfa” dla pojazdu najwyższego poziomu i „Beta” dla niższej klasy. Żadne inne poziomy wyposażenia nie były oferowane. „Alpha” była bardzo dobrze wyposażona, oferując ABS, skórzaną lub 100% wełnianą tapicerkę moquette, reflektory projektorowe (soczewkowe) i dwustrefową klimatyzację. Dla wersji coupé wprowadzono ponadto samo domykające się drzwi (później opcja ta oferowana była także w modelach Mercedesa W140 i W220 z lat 90). Wersja coupé ponadto była wyposażona w 5-biegową manualną skrzynię biegów, później również 6-biegową mimo iż było to całkiem rzadkie rozwiązanie. Auto napędzane na przednią oś, silnik umieszczony wzdłużnie i 6 biegowa skrzynia manualna.
Instalacja większego silnika o pojemności 3,2 litra zobowiązała japońskich nabywców do płacenia wyższych kwot rocznego podatku drogowego w porównaniu z mniejszymi silnikami poprzedniej generacji.
Wersja Legend z 1990 r. (2.generacja) na japońskim rynku krajowym była drugim pojazdem oferowanym z systemem nawigacyjnym o nazwie Electro Gyrocator (pierwszym była Honda Accord i Vigor z 1981 r.), Chociaż nie był oparty na satelicie i zamiast tego polegał na żyroskopie (system nawigacji bezwładnościowej). 29 września 1992 roku nastąpiła aktualizacja do wersji wyposażenia „Alpha”, zwanej serią Touring, w której dodano system zawieszenia Honda Progressive Damper, zmodernizowane zaciski przednich i tylnych hamulców tarczowych oraz zwiększono rozmiar kół do 16 cali. Do listy opcji dodano wysokiej jakości nagłośnienie Luxmana. Prefekturalny oddział policji Aomori używał sedanów „Beta” z silnikiem typu II do monitorowania ruchu.
Od 1993 do 2000 roku auto było produkowane także przez koreański koncern motoryzacyjny Daewoo pod nazwą Arcadia zastępując Daewoo Imperial.

### Wersje wyposażeniowe
- Beta - podstawowy poziom wyposażenia
- Alpha - wyższy poziom wyposażenia

Standardowe wyposażenie pojazdu obejmuje m.in. system ABS, skórzaną tapicerkę, dwustrefową klimatyzację, radio, przednie poduszki powietrzne, system kontroli trakcji, napinacze pasów bezpieczeństwa, system nawigacji satelitarnej Electro Gyrocator opartej na żyroskopie gazowym, a także w końcowym okresie produkcji aktywne zawieszenie, boczne poduszki powietrzne oraz elektrycznie regulowane fotele z funkcją przełożenia.

## Honda Legend III
Honda Legend III została po raz pierwszy oficjalnie zaprezentowana w 1995 roku.

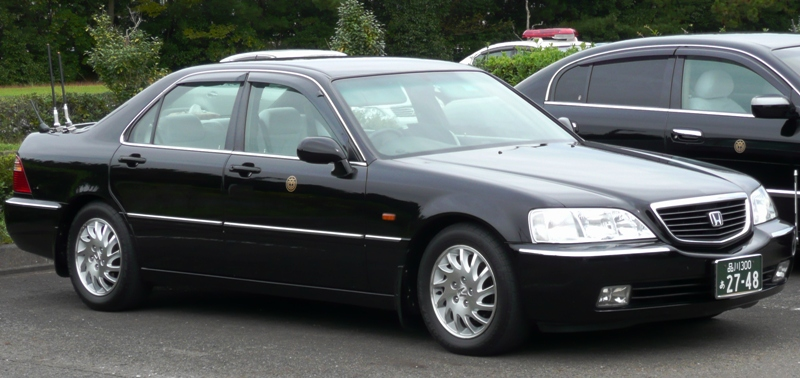
Honda Legend III po liftingu

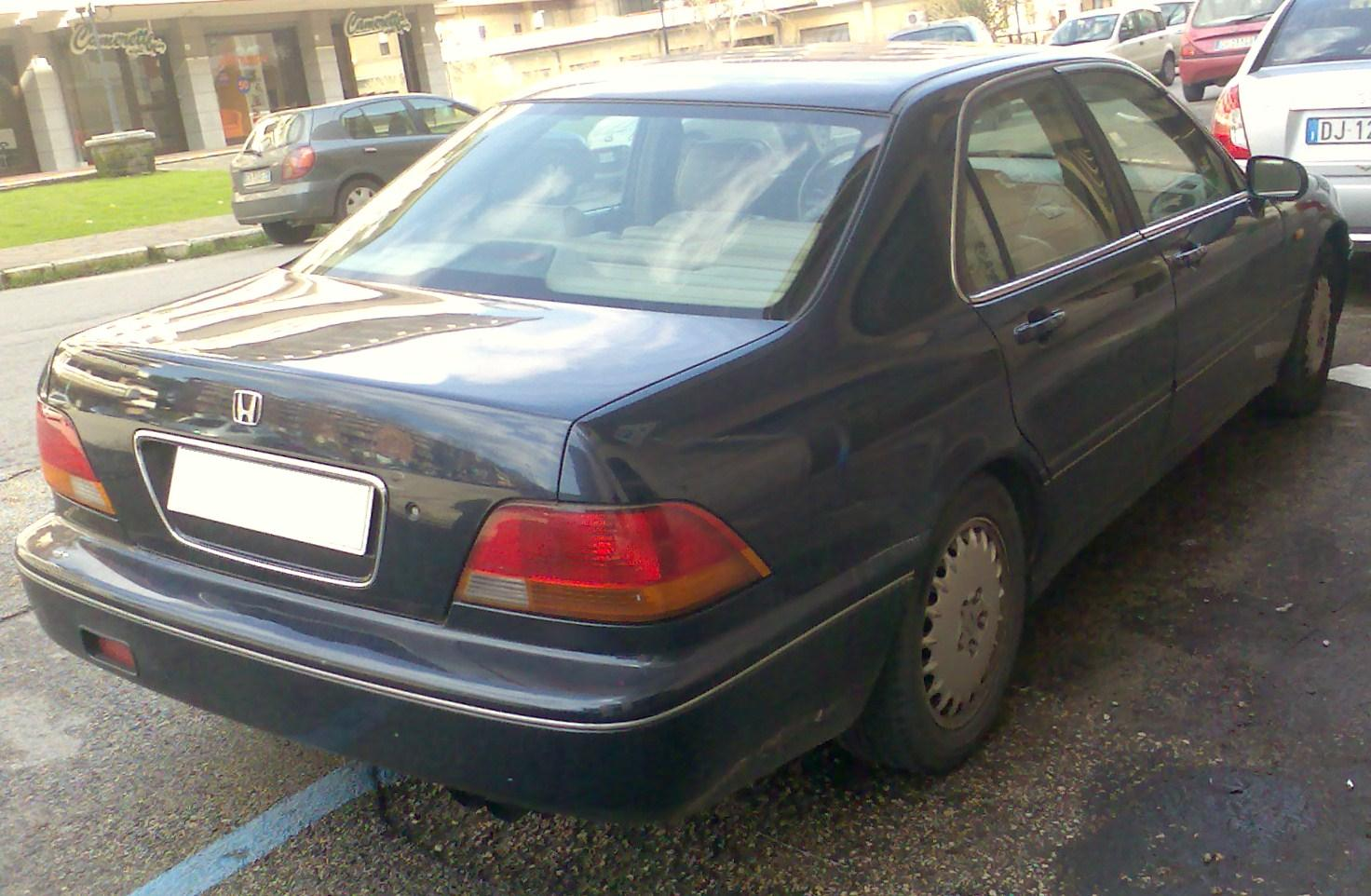
Honda Legend III przed liftingiem - tył

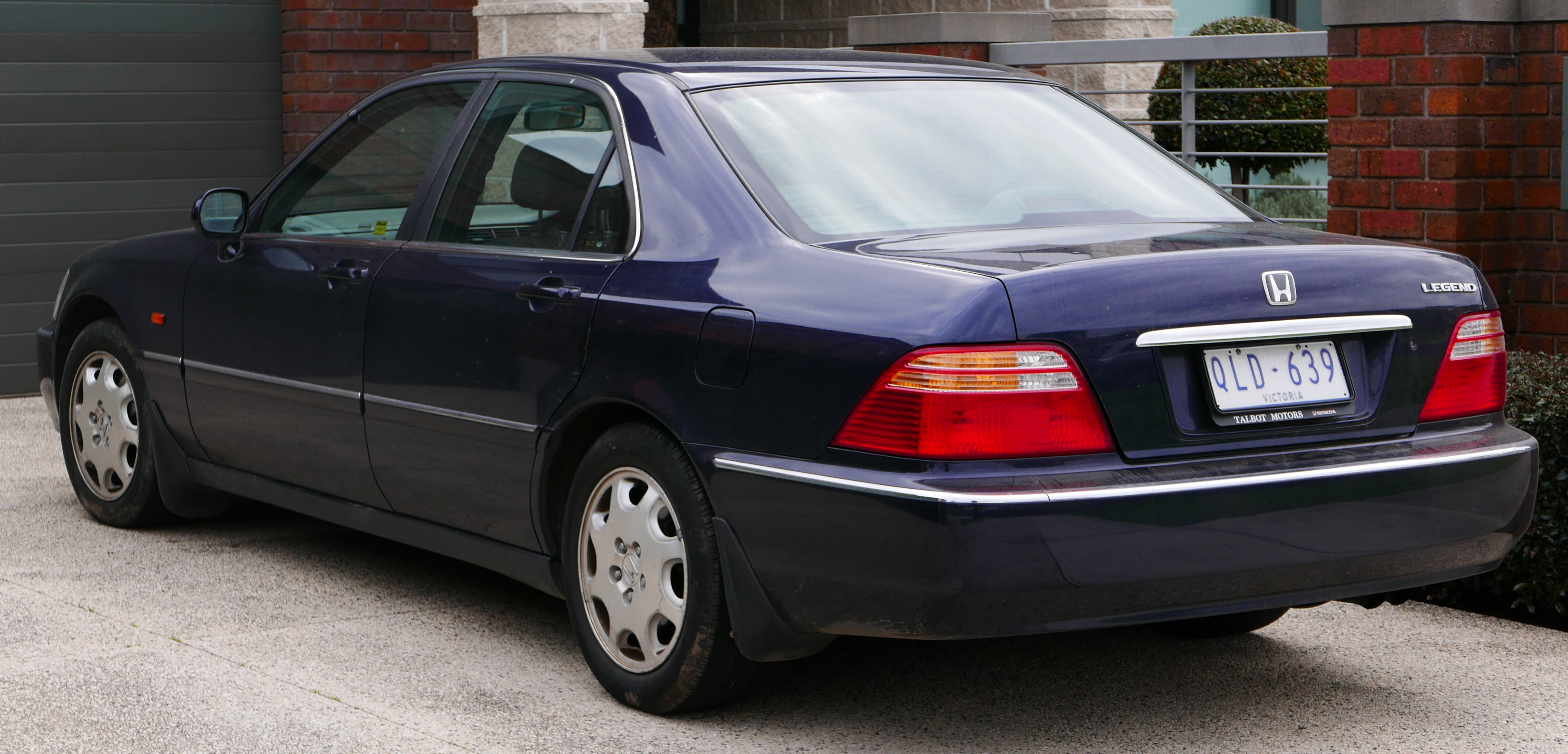
Honda Legend III po liftingu - tył

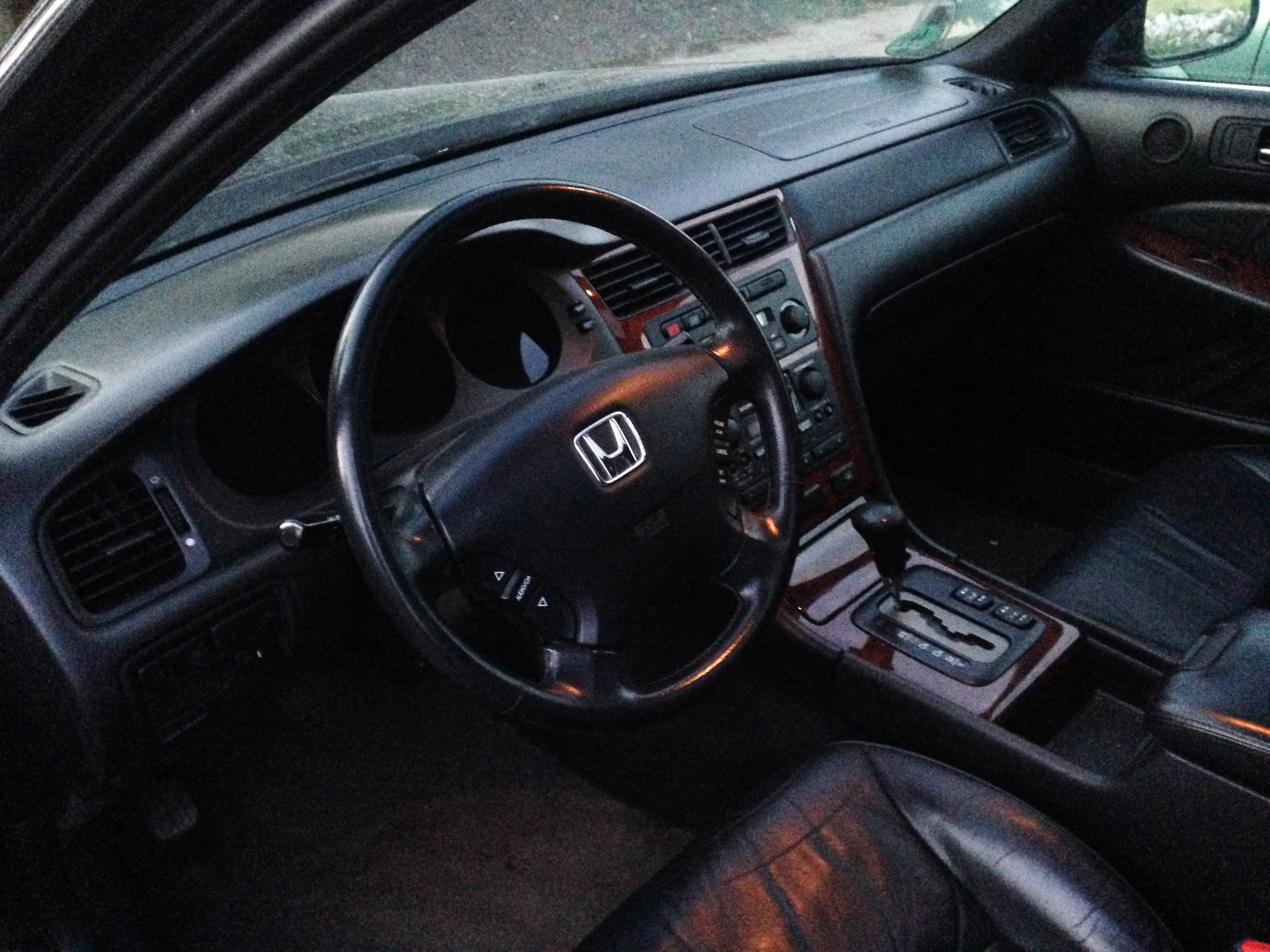
Honda Legend III po liftingu - wnętrze

Pojazd otrzymał stonowaną sylwetkę z klasycznie nakreśloną linią nadwozia. W 1998 roku auto przeszło pierwszą modernizację. Wprowadzono m.in. elektryczną regulację położenia koła kierownicy, pas biodrowy na kanapie został zastąpiony dwupunktowym, zmieniony został także logotyp na przedniej atrapie chłodnicy na duży oraz dodano drewnopodobny panel na desce rozdzielczej pod poduszką powietrzną pasażera. W 1999 roku auto przeszło face lifting. Auto otrzymało większą atrapę chłodnicy, powiększone przednie reflektory oraz zmienione zderzaki wraz ze spryskiwaczami reflektorów i halogenami. W tylnej części nadwozia pojawiła się odświeżona klapa bagażnika i lampy, a także chromowana obwódka tablicy rejestracyjnej, a tylne światło przeciwmgłowe ze zderzaka powędrowało do lampy. We wnętrzu pojazdu, na konsoli centralnej plastik zastąpiony został eleganckim panelem drewnopodobnym. Wzbogacone zostało także wyposażenie standardowe, w którym znalazły się takie elementy, jak m.in.: ESP, reflektory ksenonowe oraz kolejne poduszki powietrzne czołowe i boczne.

### Silniki
- V6 3.5
- Moc maksymalna: 208 KM
- Prędkość maksymalna: 215 km/h
- Przyśpieszenie od 0 do 100 km/h: 9,1 s

### Wersje wyposażeniowe
- Exclusive

Standardowe wyposażenie pojazdu obejmowało m.in. elektrycznie sterowany szyberdach, elektrycznie regulowane fotele przednie z 8-stopniową regulacją oraz pamięcią ustawień, system ABS, ESP, system kontroli trakcji, dwustrefową klimatyzację automatyczną, elektryczne sterowanie szyb oraz elektryczne sterowanie lusterek z funkcją podgrzewania, cztery poduszki powietrzne, skórzaną tapicerkę, centralny zamek, system audio wyposażony w 8-głośników, tempomat oraz elektrycznie regulowaną, wielofunkcyjną kierownicę, a także podgrzewane fotele. Pojazd wyposażyć można było także m.in. w internetowy system nawigacji oraz sprzęt audio firmy Luxman.

## Honda Legend IV
Honda Legend IV została po raz pierwszy oficjalnie zaprezentowana w listopadzie 2004 roku. Europejska prezentacja modelu miała miejsce podczas targów motoryzacyjnych w Genewie w marcu 2005 roku.

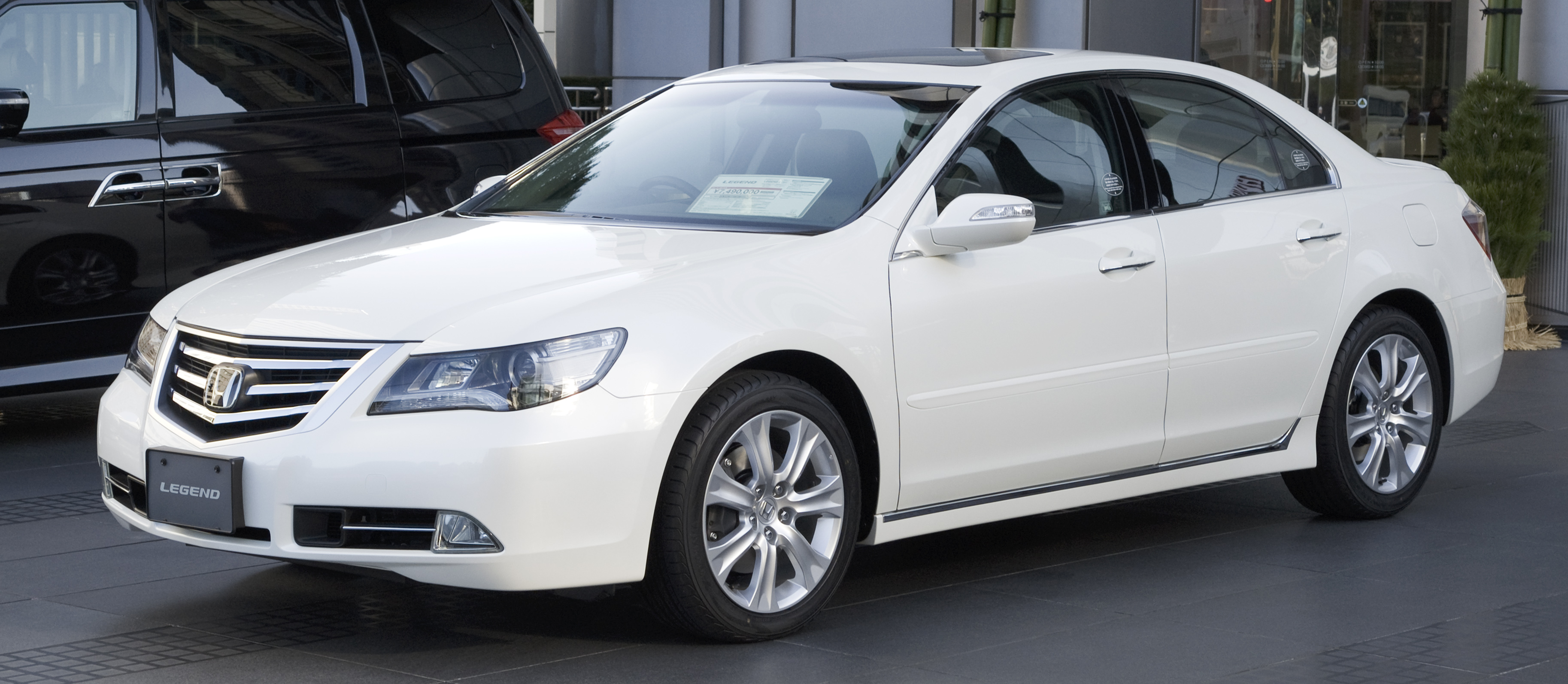
Honda Legend IV po liftingu

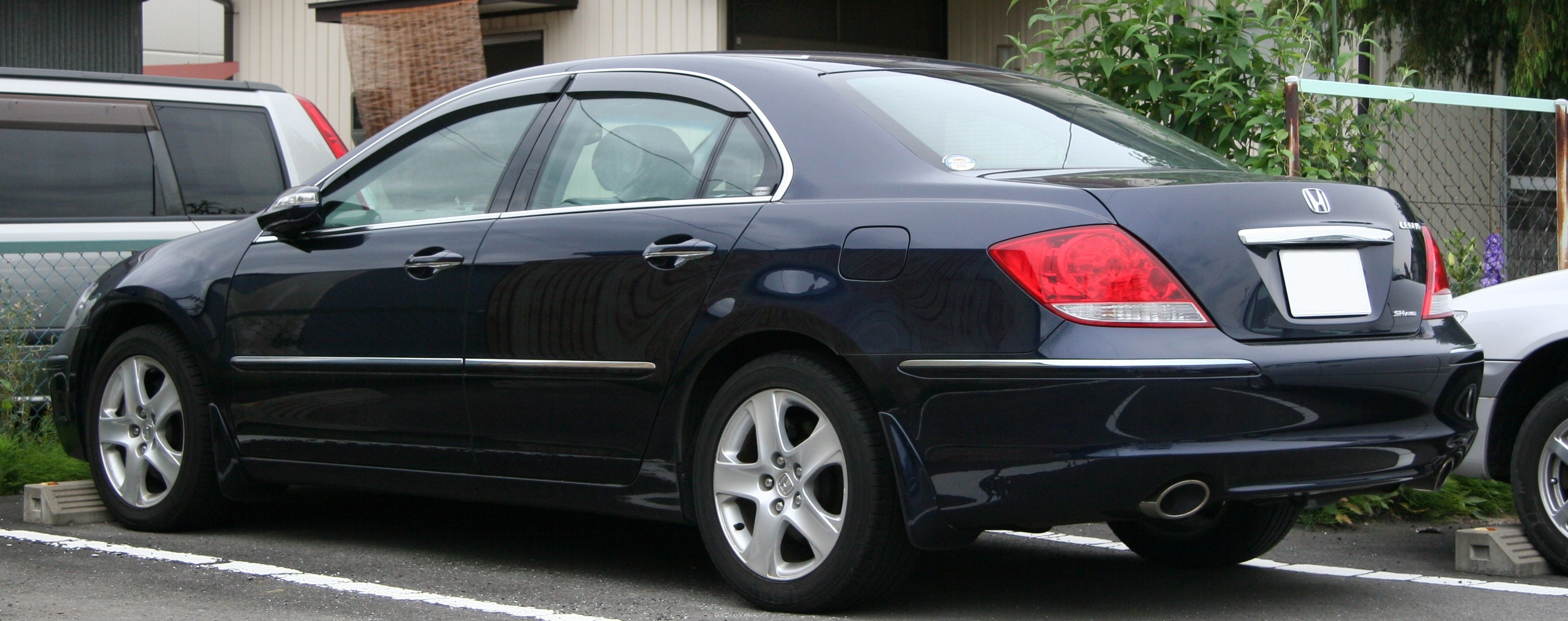
Honda Legend IV przed liftingiem - tył

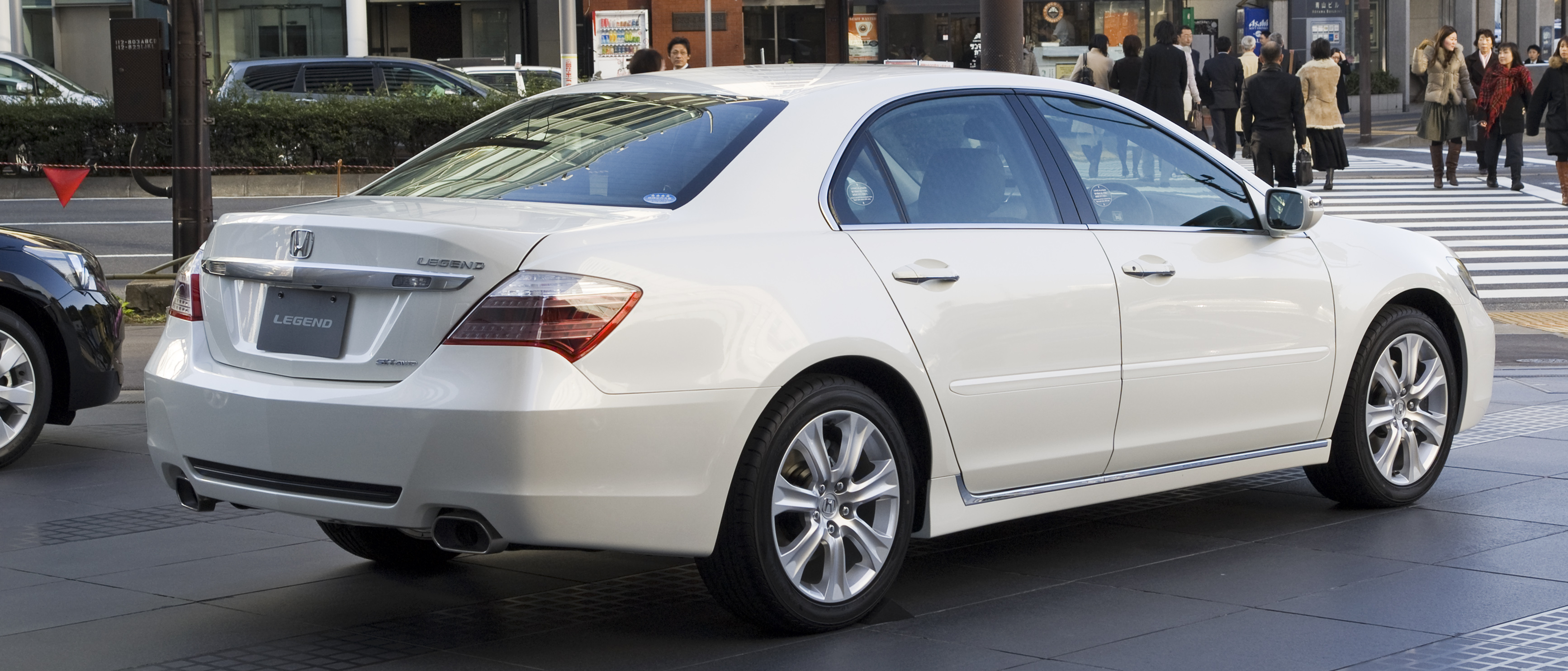
Honda Legend IV po liftingu - tył

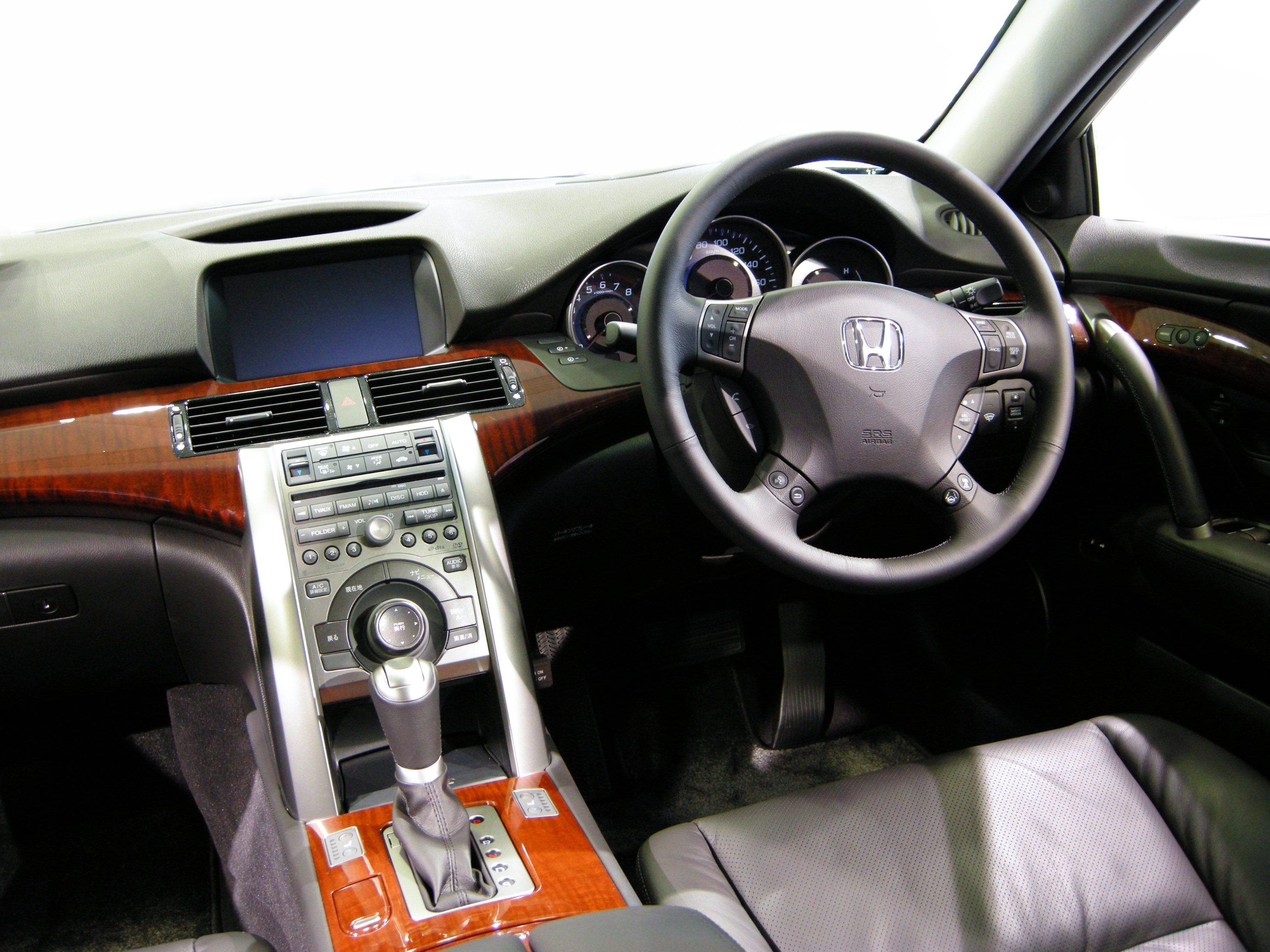
Honda Legend IV po liftingu - wnętrze

Pojazd otrzymał sportową i dynamiczną sylwetkę przypominającą kształt klina z długą linią bocznych okien oraz krótką klapą bagażnika. Maska silnika, klapa bagażnika oraz błotniki wykonane zostały z aluminium. Wnętrze pojazdu wykończone zostało skórą, drewnem oraz chromem. Samochód został wyposażony w silnik benzynowy w układzie V6 o pojemności 3.5 l, zbudowany w technologii VTEC o mocy 295 KM i momencie obrotowym wynoszącym 353 Nm. Współpracuje on z 5-biegową skrzynią biegów z trybem automatycznym, która dostosowuje pracę do stylu jazdy. Przełożenia zmieniać można automatycznie, ręcznie przez dźwignię zmiany biegów lub poprzez łopatki umieszczone w kole kierownicy. Silnik standardowo napędza cztery koła pojazdu (SH-AWD), który inteligentnie rozdziela napęd nie tylko między osie, ale również między poszczególne koła. Na zakręcie większa moc przekazywana jest na zewnętrzne koło niż na wewnętrzne, co w znaczący sposób poprawia właściwości jezdne, zwłaszcza przy dynamicznym pokonywaniu zakrętów.
W 2008 roku auto przeszło face lifting. Zmieniono m.in. atrapę chłodnicy, maskę silnika, zderzaki, reflektory przednie, światła przeciwmgłowe oraz tylne lampy, które zostały wyposażone w diody LED, klapę bagażnika oraz końcówki układu wydechowego. Oprócz zmian stylizacyjnych zmianom poddano także silnik. Wprowadzono nowy silnik o pojemności 3.7 l w układzie V6 ze systemem VTEC o mocy 300 KM, który napędzany jest poprzez 5-biegową skrzynię biegów z nowym oprogramowaniem i funkcją możliwości zmiany biegów z łopatek umieszczonych przy kierownicy. Przy okazji liftingu do listy wyposażenia standardowego dodano m.in. 18-calowe alufelgi, aktywne zagłówki oraz podgrzewaną tylną kanapę, wejście USB, system ACN, którego zadaniem jest redukcja napływającego do wnętrza pojazdu hałasu z zewnątrz, który współpracuje z pokładowym systemem audio firmy Bose Corporation.
W 2011 roku z okazji 25-lecia produkcji Legenda wprowadzono limitowaną wersję pojazdu dostępną wyłącznie na rynku japońskim. Produkcję pojazdu zakończono w 2012 roku ze względu na słabą popularność auta.

### Silniki[18]
| V6 3.5 | 3471 | V6 | 295 | 350 | 7,3 | 250 |
| V6 3.7 | 3664 | V6 | 295 | 371 | 7,1 | 250 |

### Wersje wyposażeniowe
- Executive
- Executive Plus
- Max - specjalna wersja auta przygotowana przez Mugen Motorsports wyposażona w silnik V8 o mocy 590 KM, kubełkowe fotele oraz 18-calowe koła[19]

Samochód standardowo wyposażony był m.in. system wyciszania wnętrza analizujący hałas we wnętrzu rejestrowany za pomocą mikrofonów umieszczonych w suficie i kompensuje go dźwiękiem w przeciwnej fazie z głośników, system ABS z EBD, system ESP (VSA), system kontroli trakcji (ASR), system rozdzielający siłę hamowania (EBD), system utrzymywania na pasie ruchu (LKAS), system utrzymywania bezpiecznej odległości od poprzedzającego pojazdu na autostradzie (IHCC), system wspomagania nagłego hamowania (VBA), dwustrefową klimatyzację automatyczną, aktywne zagłówki przednie, nawigację satelitarną z 8-calowy kolorowym wyświetlaczem, skórzaną tapicerkę, elektrycznie regulowane fotele przednie w 8. płaszczyznach, elektryczne sterowanie szyb, elektryczne sterowanie lusterek, elektryczne sterowanie szyberdachu, elektrycznie sterowaną kolumnę kierownicy, elektrycznie składane zagłówki tylnych siedzeń, boczne oraz tylną roletę przeciwsłoneczną, czujnik deszczu i zmierzchu, skrętne reflektory biksenonowe (AFS), system audio firmy Bose Corporation wyposażony w 10 głośników, 6-płytową zmieniarkę płyt CD/DVD oraz odtwarzacz MP3/WMA i system Bluetooth ułatwiający możliwość podłączenia telefonu komórkowego oraz kamerę cofania. Wersje na rynek europejski wyposażone były także m.in. w system "pop-up hood", który zwiększa bezpieczeństwo pieszych w chwili kolizji. Polega to na tym, że pirotechniczne siłowniki podnoszą pokrywę silnika o 10 cm.
Opcjonalnie pojazd wyposażyć można było m.in. w adaptacyjny tempomat (ACC), system alarmowania o niebezpieczeństwie i minimalizujący ryzyko kolizji (CMOS) oraz inteligentne napinacze pasów bezpieczeństwa i wentylowane przednie fotele, a także wykończenie kierownicy i dźwigni zmiany biegów elementami wykonanymi z drewna.

## Honda Legend V
Honda Legend V została po raz pierwszy oficjalnie zaprezentowana podczas targów motoryzacyjnych w Tokio w grudniu 2014 roku. Auto oferowane jest wyłącznie na rynku japońskim.

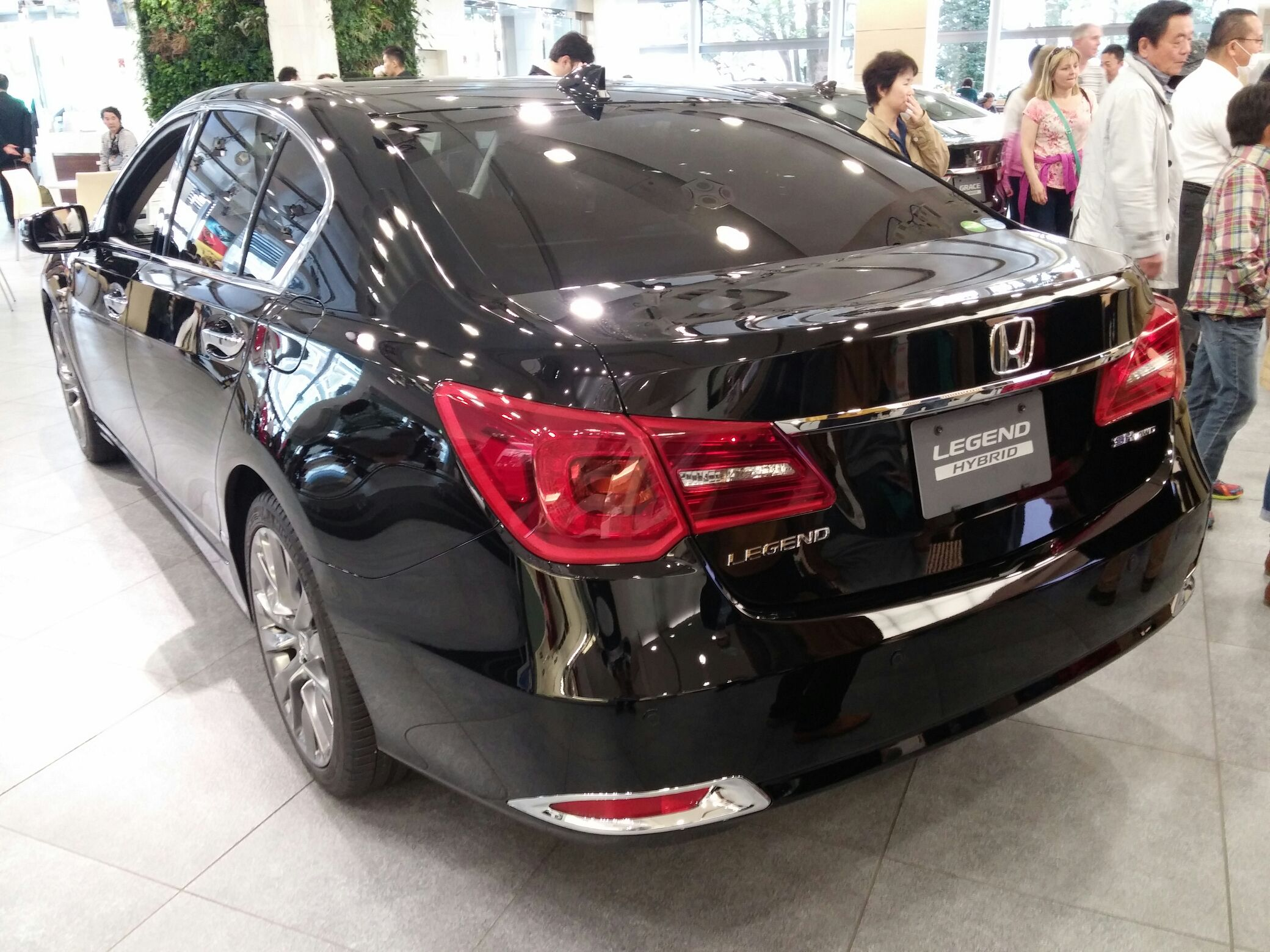
Honda Legend V - tył

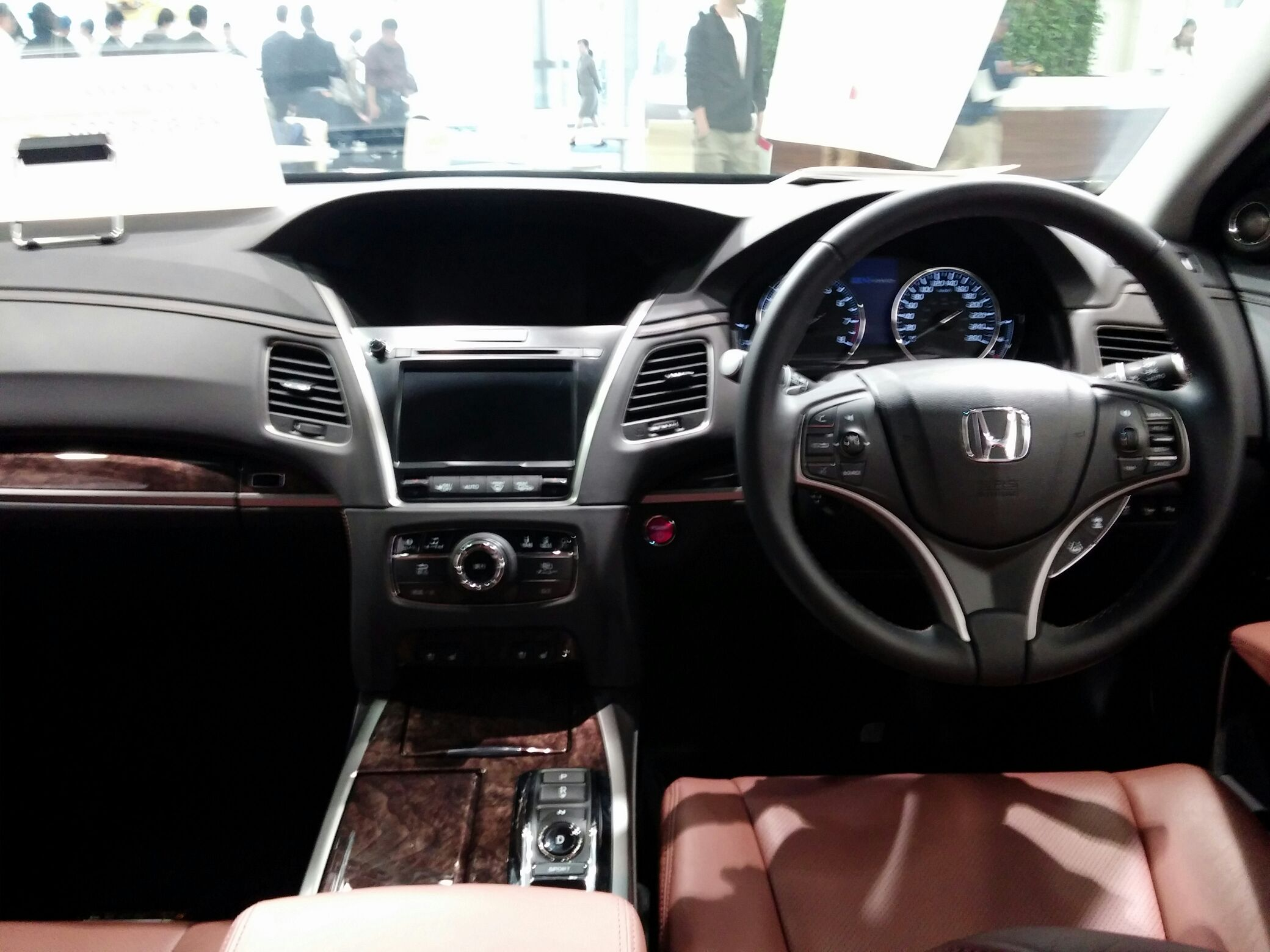
Honda Legend V - wnętrze

Samochód po raz pierwszy został zaprezentowany jako Acura RLX podczas targów motoryzacyjnych w Los Angeles w 2012 roku. Model RLX produkowany jest w Japonii z przeznaczeniem na rynek amerykański od 2013 roku. W stosunku do modelu RLX auto wyróżnia się jedynie detalami oraz delikatnie przemodelowaną atrapą chłodnicy, światłami przeciwmgłowymi oraz klamkami. 
W 2021 roku zakończono produkcję samochodu bez następcy.

### Silniki
Auto wyposażone zostało w napęd hybrydowy. Silnik benzynowy w układzie V6 w technologii VTEC o pojemności 3.5 l generuje moc 310 KM. Silnik benzynowy wspomagany jest trzema silnikami elektrycznymi umieszczonymi z przodu (jeden) oraz przy tylnej osi pojazdu (dwa) o mocy 27 kW. Łączna moc wynosi około 370 KM. W zależności od chęci i potrzeby kierowcy, do wyboru są trzy tryby jazdy: EV, Hybrid i Engine, które zmieniają auto w zależności od wybranego trybu w pojazd przednio, tylno lub czteronapędowy.
Samochód napędzany może być także wyłącznie silnikiem benzynowym wykonanym w tej samej technologii oraz o tej samej pojemności. Moc silnika benzynowego bez dodatkowych silników elektrycznych wynosi 382 KM i posiada mechanizm zarządzania cylindrami (VCM), który odłącza trzy cylindry przy spokojnej jeździe.

### Wersje wyposażeniowe
- EX
- Mugen

Samochód standardowo wyposażony został w system Honda Sensing, którego zadaniem jest zapobieganie oraz minimalizowanie skutków wypadków drogowych. System za pomocą czujników i kamer obserwuje otoczenie i stara się przewidywać zachowania kierowcy. W przypadku pojawienia się ryzyka uderzenia, kierowca pojazdu początkowo ostrzegany jest o możliwej kolizji, bądź w przypadku braku reakcji, system sam przejmuje kontrolę nad pojazdem.